# 갯는장이
갯는장이(Atriplex subcordata)는 한국 각처의 해변가에 나는 한해살이풀이다. 높이는 40-60cm이다. 전체에 털이 없고, 줄기는 곧게 선다. 잎은 어긋나며 삼각상 피침형이다. 끝이 길게 뾰족하고, 밑부분이 창검과 비슷하며, 가장자리에 크고 불규칙한 톱니가 있고, 뒷면은 흰색으로 두꺼우며, 잎자루가 있다. 꽃은 단성화로 줄기 끝이나 잎겨드랑이에 다수의 꽃이 모여 달리는 이삭꽃차례이다. 수꽃은 포가 없고, 꽃덮이는 5장, 수술은 5개로 꽃덮이와 마주난다. 암꽃은 포가 2개, 지방은 둥근 모양, 암술대 2개이다. 포는 자라서 난상 삼각형이 되어 열매를 싼다. 열매는 포과, 갈색, 납작하며, 원형인 씨가 1개씩 들어 있다.